# Manolo Bolognini
Manolo Bolognini (Pistoia, 26 ottobre 1925 – Roma, 23 dicembre 2017) è stato un produttore cinematografico e calciatore italiano.

## Biografia
Fratello del regista Mauro Bolognini, dopo aver giocato a calcio nella Pistoiese, anche in serie B, decise di seguire il fratello maggiore a Roma per fare cinema. Partendo da primo aiuto segretario in Due notti con Cleopatra di Mario Mattoli, fece tutta la gavetta fino ad arrivare a produrre in prima persona, lavorando con grandi registi come Pier Paolo Pasolini nei film Il Vangelo secondo Matteo e Teorema, Federico Fellini, Sergio Corbucci in Django, Andrej Tarkovskij e con il fratello nel film Il bell'Antonio.
Ebbe tre figli: Andrea, Carlotta e Giada.

## Filmografia
- Due notti con Cleopatra, regia di Mario Mattoli (1953)
- L'arte di arrangiarsi, regia di Luigi Zampa (1954)
- La romana, regia di Luigi Zampa (1954)
- Il bidone, regia di Federico Fellini (1955)
- Le notti di Cabiria, regia di Federico Fellini (1957)
- La diga sul Pacifico, regia di René Clément (1957)
- Le bellissime gambe di Sabrina, regia di Camillo Mastrocinque (1958)
- Totò e Marcellino, regia di Antonio Musu (1958)
- Il vendicatore, regia di William Dieterle (1959)
- Arrangiatevi, regia di Mauro Bolognini (1959)
- Il generale Della Rovere, regia di Roberto Rossellini (1959)
- Il bell’Antonio, regia di Mauro Bolognini (1960)
- Adua e le compagne, regia di Antonio Pietrangeli (1960)
- Vanina Vanini, regia di Roberto Rossellini (1961)
- Senilità, regia di Mauro Bolognini (1962)
- Una vita violenta, regia di Paolo Heusch e Brunello Rondi (1962)
- La corruzione, regia di Mauro Bolognini (1963)
- Ro.Go.Pa.G., regia di Roberto Rossellini, Jean-Luc Godard, Pier Paolo Pasolini e Ugo Gregoretti (1963)
- Il Vangelo secondo Matteo, regia di Pier Paolo Pasolini (1964)
- La donna del lago, regia di Luigi Bazzoni e Franco Rossellini (1965)
- El Greco, regia di Luciano Salce (1966)
- Django, regia di Sergio Corbucci (1966)
- Texas addio, regia di Ferdinando Baldi (1967)
- Little Rita nel West, regia di Ferdinando Baldi (1967)
- Teorema, regia di Pier Paolo Pasolini (1968)
- Preparati la bara!, regia di Ferdinando Baldi (1968)
- La collina degli stivali, regia di Giuseppe Colizzi (1969)
- Cinque figli di cane, regia di Alfio Caltabiano (1969)
- Il pistolero dell'Ave Maria, regia di Ferdinando Baldi (1969)
- Bubù, regia di Mauro Bolognini (1971)
- Giornata nera per l'ariete, regia di Luigi Bazzoni (1971)
- Un uomo da rispettare, regia di Michele Lupo (1972)
- Afyon - Oppio, regia di Ferdinando Baldi (1973)
- Gli esecutori, regia di Maurizio Lucidi (1976)
- Keoma, regia di Enzo G. Castellari (1976)
- California, regia di Michele Lupo (1977)
- Scherzi da prete, regia di Pier Francesco Pingitore (1979)
- La cicala, regia di Alberto Lattuada (1980)
- La pelle, regia di Liliana Cavani (1981)
- La storia vera della signora dalle camelie, regia di Mauro Bolognini (1981)
- Sogni d’oro, regia di Nanni Moretti (1981)
- Scherzo del destino in agguato dietro l'angolo come un brigante da strada, regia di Lina Wertmüller (1983)
- Benvenuta, regia di André Delvaux (1983)
- Lo specchio del desiderio (La lune dans le caniveau), regia di Jean-Jacques Beineix (1983)
- Nostalghia, regia di Andrej Tarkovskij
- Desiderio, regia di Anna Maria Tatò (1983)
- Pianoforte, regia di Francesca Comencini (1984)
- Dagobert (Le bon roi Dagobert), regia di Dino Risi (1984)
- Orfeo, regia di Claude Goretta (1985)
- Il Generale, regia di Luigi Magni (1987)
- La famiglia Ricordi, regia di Mauro Bolognini (1995)
- Il grande Fausto, regia di Alberto Sironi (1995)
- L'ombra del gigante, regia di Roberto Petrocchi (2000)
- Raul - Diritto di uccidere, regia di Andrea Bolognini (2005)
- Guido che sfidò le Brigate Rosse, regia di Giuseppe Ferrara (2006)